# Brad Bombardir
Luke Bradley "Brad" Bombardir, född 5 maj 1972, är en kanadensisk före detta professionell ishockeyback som tillbringade sju säsonger i den nordamerikanska ishockeyligan National Hockey League (NHL), där han spelade för ishockeyorganisationerna New Jersey Devils, Minnesota Wild och Nashville Predators. Han producerade 54 poäng (åtta mål och 46 assists) samt drog på sig 127 utvisningsminuter på 356 grundspelsmatcher. Bombardir spelade även för Albany River Rats och Springfield Falcons i American Hockey League (AHL) och North Dakota Fighting Sioux i National Collegiate Athletic Association (NCAA).
Han draftades av New Jersey Devils i tredje rundan i 1990 års draft som 56:e spelare totalt, som han vann Stanley Cup med för säsongen 1999–2000.
Efter den aktiva spelarkarriären har Bombardir fortsatt att arbeta inom Minnesota Wild. 2006 började han arbeta på avdelningen som har hand om samhällsrelationer och med Wilds välgörenhetsorganisation. 2010 blev Bombardir befordrad till att vara chef för spelarnas utveckling (Director of Player Development).

## Statistik
| Källa: Utv = Utvisningsminuter | Källa: Utv = Utvisningsminuter                        | Källa: Utv = Utvisningsminuter                        |                                                       | Grundserie                                            | Grundserie                                            | Grundserie                                            | Grundserie                                            | Grundserie                                            |                                                       | Slutspel                                              | Slutspel                                              | Slutspel                                              | Slutspel                                              | Slutspel                                              |
| Säsong                         | Lag                                                   | Liga                                                  | Matcher                                               | Mål                                                   | Assists                                               | Poäng                                                 | Utv                                                   | Matcher                                               | Mål                                                   | Assists                                               | Poäng                                                 | Utv                                                   |                                                       |                                                       |
| ------------------------------ | ----------------------------------------------------- | ----------------------------------------------------- | ----------------------------------------------------- | ----------------------------------------------------- | ----------------------------------------------------- | ----------------------------------------------------- | ----------------------------------------------------- | ----------------------------------------------------- | ----------------------------------------------------- | ----------------------------------------------------- | ----------------------------------------------------- | ----------------------------------------------------- | ----------------------------------------------------- | ----------------------------------------------------- |
| 1988–1989                      | Powell River Paper Kings                              | BCJHL                                                 | 30                                                    | 6                                                     | 5                                                     | 11                                                    | 24                                                    | 6                                                     | 0                                                     | 0                                                     | 0                                                     | 0                                                     |                                                       |                                                       |
| 1989–1990                      | Powell River Paper Kings                              | BCJHL                                                 | 60                                                    | 10                                                    | 35                                                    | 45                                                    | 93                                                    | 8                                                     | 2                                                     | 3                                                     | 5                                                     | 4                                                     |                                                       |                                                       |
| 1990–1991                      | North Dakota Fighting Sioux                           | NCAA                                                  | 33                                                    | 3                                                     | 6                                                     | 9                                                     | 18                                                    | —                                                     | —                                                     | —                                                     | —                                                     | —                                                     |                                                       |                                                       |
| 1991–1992                      | North Dakota Fighting Sioux                           | NCAA                                                  | 35                                                    | 3                                                     | 14                                                    | 17                                                    | 54                                                    | —                                                     | —                                                     | —                                                     | —                                                     | —                                                     |                                                       |                                                       |
| 1992–1993                      | North Dakota Fighting Sioux                           | NCAA                                                  | 38                                                    | 8                                                     | 15                                                    | 23                                                    | 34                                                    | —                                                     | —                                                     | —                                                     | —                                                     | —                                                     |                                                       |                                                       |
| 1993–1994                      | North Dakota Fighting Sioux                           | NCAA                                                  | 38                                                    | 5                                                     | 17                                                    | 22                                                    | 38                                                    | —                                                     | —                                                     | —                                                     | —                                                     | —                                                     |                                                       |                                                       |
| 1994–1995                      | Albany River Rats                                     | AHL                                                   | 77                                                    | 5                                                     | 22                                                    | 27                                                    | 22                                                    | 14                                                    | 0                                                     | 3                                                     | 3                                                     | 6                                                     |                                                       |                                                       |
| 1995–1996                      | Albany River Rats                                     | AHL                                                   | 80                                                    | 6                                                     | 25                                                    | 31                                                    | 63                                                    | 3                                                     | 0                                                     | 1                                                     | 1                                                     | 4                                                     |                                                       |                                                       |
| 1996–1997                      | Albany River Rats                                     | AHL                                                   | 32                                                    | 0                                                     | 8                                                     | 8                                                     | 6                                                     | 16                                                    | 1                                                     | 3                                                     | 4                                                     | 8                                                     |                                                       |                                                       |
| 1997–1998                      | New Jersey Devils                                     | NHL                                                   | 43                                                    | 1                                                     | 5                                                     | 6                                                     | 8                                                     | —                                                     | —                                                     | —                                                     | —                                                     | —                                                     |                                                       |                                                       |
|                                | Albany River Rats                                     | AHL                                                   | 5                                                     | 0                                                     | 0                                                     | 0                                                     | 0                                                     | —                                                     | —                                                     | —                                                     | —                                                     | —                                                     |                                                       |                                                       |
| 1998–1999                      | New Jersey Devils                                     | NHL                                                   | 56                                                    | 1                                                     | 7                                                     | 8                                                     | 16                                                    | 5                                                     | 0                                                     | 0                                                     | 0                                                     | 0                                                     |                                                       |                                                       |
| 1999–2000                      | New Jersey Devils                                     | NHL                                                   | 32                                                    | 3                                                     | 1                                                     | 4                                                     | 6                                                     | 1                                                     | 0                                                     | 0                                                     | 0                                                     | 0                                                     |                                                       |                                                       |
| 2000–2001                      | Minnesota Wild                                        | NHL                                                   | 70                                                    | 0                                                     | 15                                                    | 15                                                    | 42                                                    | —                                                     | —                                                     | —                                                     | —                                                     | —                                                     |                                                       |                                                       |
| 2001–2002                      | Minnesota Wild                                        | NHL                                                   | 28                                                    | 1                                                     | 2                                                     | 3                                                     | 14                                                    | —                                                     | —                                                     | —                                                     | —                                                     | —                                                     |                                                       |                                                       |
| 2002–2003                      | Minnesota Wild                                        | NHL                                                   | 58                                                    | 1                                                     | 14                                                    | 15                                                    | 16                                                    | 4                                                     | 0                                                     | 0                                                     | 0                                                     | 0                                                     |                                                       |                                                       |
| 2003–2004                      | Minnesota Wild                                        | NHL                                                   | 56                                                    | 1                                                     | 2                                                     | 3                                                     | 21                                                    | —                                                     | —                                                     | —                                                     | —                                                     | —                                                     |                                                       |                                                       |
|                                | Nashville Predators                                   | NHL                                                   | 13                                                    | 0                                                     | 0                                                     | 0                                                     | 4                                                     | 6                                                     | 0                                                     | 1                                                     | 1                                                     | 2                                                     |                                                       |                                                       |
| 2004–2005                      | Spelade ej på grund av konflikt mellan NHL och NHLPA. | Spelade ej på grund av konflikt mellan NHL och NHLPA. | Spelade ej på grund av konflikt mellan NHL och NHLPA. | Spelade ej på grund av konflikt mellan NHL och NHLPA. | Spelade ej på grund av konflikt mellan NHL och NHLPA. | Spelade ej på grund av konflikt mellan NHL och NHLPA. | Spelade ej på grund av konflikt mellan NHL och NHLPA. | Spelade ej på grund av konflikt mellan NHL och NHLPA. | Spelade ej på grund av konflikt mellan NHL och NHLPA. | Spelade ej på grund av konflikt mellan NHL och NHLPA. | Spelade ej på grund av konflikt mellan NHL och NHLPA. | Spelade ej på grund av konflikt mellan NHL och NHLPA. | Spelade ej på grund av konflikt mellan NHL och NHLPA. | Spelade ej på grund av konflikt mellan NHL och NHLPA. |
| 2005–2006                      | Springfield Falcons                                   | AHL                                                   | 1                                                     | 0                                                     | 0                                                     | 0                                                     | 0                                                     | —                                                     | —                                                     | —                                                     | —                                                     | —                                                     |                                                       |                                                       |
| NHL totalt                     | NHL totalt                                            | NHL totalt                                            | 356                                                   | 8                                                     | 46                                                    | 54                                                    | 127                                                   | 16                                                    | 0                                                     | 1                                                     | 1                                                     | 2                                                     |                                                       |                                                       |
| AHL totalt                     | AHL totalt                                            | AHL totalt                                            | 195                                                   | 11                                                    | 55                                                    | 66                                                    | 91                                                    | 33                                                    | 1                                                     | 7                                                     | 8                                                     | 18                                                    |                                                       |                                                       |
| NCAA totalt                    | NCAA totalt                                           | NCAA totalt                                           | 144                                                   | 19                                                    | 52                                                    | 71                                                    | 144                                                   | —                                                     | —                                                     | —                                                     | —                                                     | —                                                     |                                                       |                                                       |

### Internationellt
| Källa:        | Källa:        | Källa:        |         | Utv = Utvisningsminuter | Utv = Utvisningsminuter | Utv = Utvisningsminuter | Utv = Utvisningsminuter | Utv = Utvisningsminuter |
| År            | Lag           | Mästerskap    | Matcher | Mål                     | Assists                 | Poäng                   | Utv                     |                         |
| ------------- | ------------- | ------------- | ------- | ----------------------- | ----------------------- | ----------------------- | ----------------------- | ----------------------- |
| 1992          | Kanada        | JVM           | 7       | 0                       | 3                       | 3                       | 4                       |                         |
| Junior totalt | Junior totalt | Junior totalt | 7       | 0                       | 3                       | 3                       | 4                       |                         |